# Arsenale del Cremlino

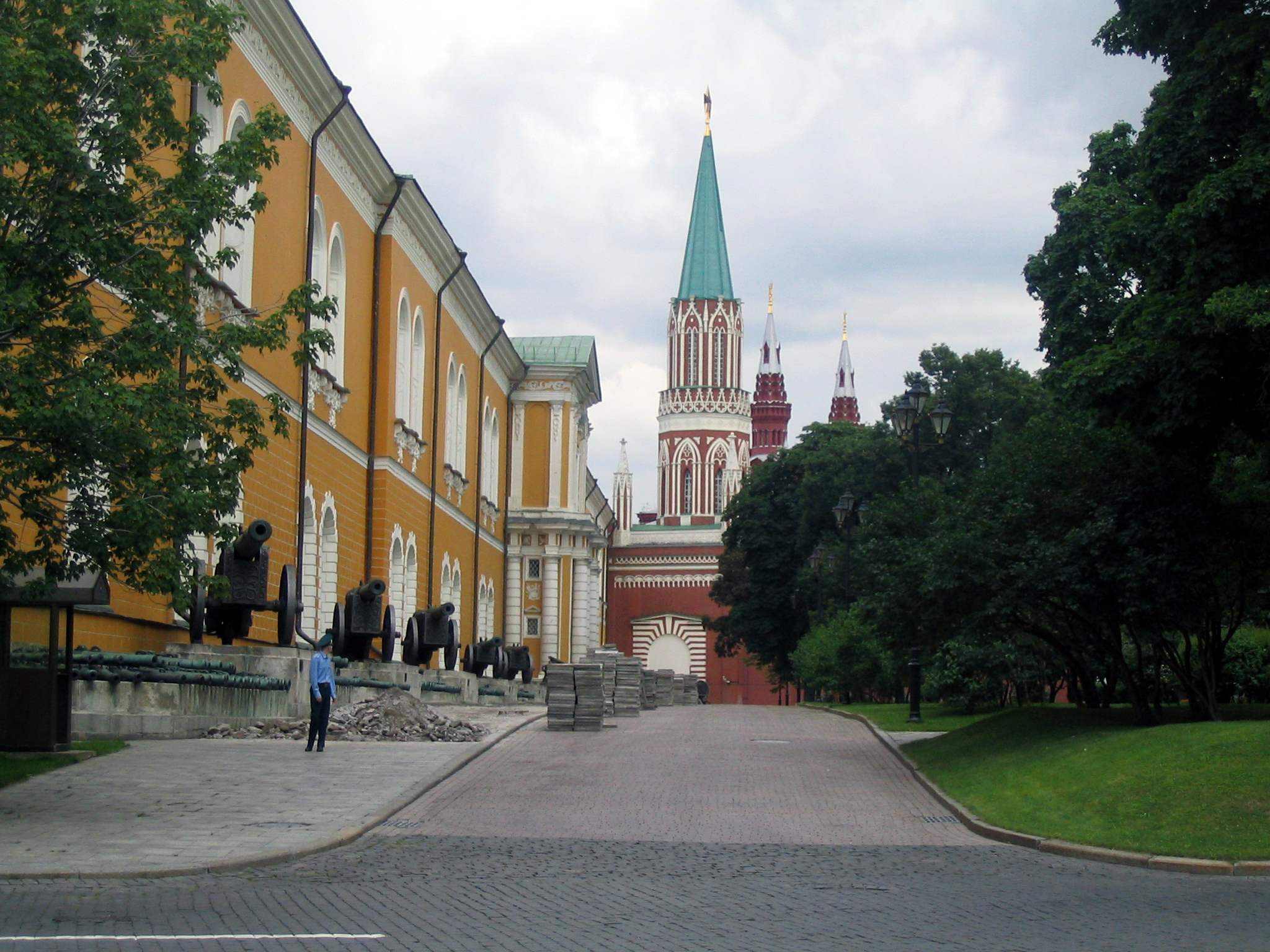
Cannoni e mortai della "Grande Armée" sono esposti all'esterno dell'edificio giallo dell'Arsenale

L'Arsenale (in russo Арсенал Московского Кремля?, Arsenal Moskovskovo Kremlja) è un grande edificio trapezoidale a due piani situato nell'angolo settentrionale del Cremlino di Mosca e che attualmente ospita il Reggimento del Cremlino.

## Storia
Nel Medioevo, il sito era occupato da granai. Dopo l'incendio di questi (negli ultimi anni del XVII secolo), lo Zar Pietro il Grande incaricò un gruppo di architetti russi e tedeschi di costruire al loro posto il palazzo dell'Arsenale. La costruzione ebbe inizio nel 1702 e durò fino al 1736, quando fu completata sotto la direzione del Feldmaresciallo Munnich.
Durante la Campagna di Russia di Napoleone, i soldati francesi in ritirata distrussero la parte centrale dell'edificio. Questa fu ristrutturata fra il 1816 e il 1828 secondo un progetto neoclassico per ospitare un museo che celebrasse la vittoria russa su Napoleone. Per questo motivo, 875 cannoni catturati alla Grande Armata in ritirata furono messi in mostra lungo le pareti dell'Arsenale. Di questi, 365 sono francesi, 189 sono austriaci, 123 sono prussiani, 70 sono italiani, 40 sono napoletani, 34 sono bavaresi e 22 olandesi. Dal 1960 lungo la parete sud dell'edificio sono esposti cannoni russi del XVI e XVII secolo.